# Sanoczek (rzeka)
Sanoczek – rzeka, lewobrzeżny dopływ Sanu o długości 30,86 km.
Rzeka płynie w województwie podkarpackim. Jej źródło znajduje się na stoku Bukowicy 620 m n.p.m. Do Sanu uchodzi w Trepczy.
Pierwsza wzmianka o Sanoczku pochodzi z roku 1361. W tym czasie prowadząc wielką akcję kolonizacyjną Kazimierz III Wielki przekazał nadziały ziemi Piotrowi de Hungaria. 25 czerwca 1361 roku zgodnie z zapisem uczynionym w Kodeksie Dyplomatycznym Małopolski tom III, str. 741, Zboiska – "Boyscza ad Sanctum Petrum in Bukowsko in Flumine Sanoczek sita" w roku 1361 dzięki nadaniom Kazimierza Wielkiego stały się własnością rycerzy przybyłych z Węgier, braci Piotra i Pawła (zob. Balowie). Przywilej królewski pod tą samą datą wymienia również inne wsie będące we władaniu Piotra i Pawła, a mianowicie Wisłok, Radoszyce, Jurowce, Srogów, Dydnię, Temeszów i inne.
Nad Sanoczkiem zlokalizowane są dwa stanowiska archeologiczne. Ciałopalne cmentarzysko ludności kultury przeworskiej w Prusieku znajduje się na południe od Sanoka, na Pogórzu Bukowskim. Cmentarzysko to położone jest w widłach Sanoczka i jego dopływu, Niebieszczanki. Drugie stanowisko archeologiczne znajduje się przy ujściu Sanoczka do Sanu, na terenie Kotliny Sanockiej u podnóża Gór Słonnych. Jest to wielokulturowe cmentarzysko oraz osada obronna tzw. Horodyszcze, na której odkryto m.in. ślady bytności plemion celtyckich.